# Tillandsia 'Miz Ellen'
Tillandsia 'Miz Ellen' es un  cultivar híbrido del género Tillandsia perteneciente a la familia  Bromeliaceae.
Es un híbrido creado en el año 1973 con las especies Tillandsia ionantha × Tillandsia fasciculata